# Sabine Dardenne
Sabine Dardenne, född 28 oktober 1983 i Tournai, Belgien, är en belgisk kvinna som den 28 maj 1996, vid 12 års ålder, kidnappades av seriemördaren och pedofilen Marc Dutroux.
Sabine Dardenne fördes till en av Dutrouxs bostäder, där hon spärrades in i ett litet rum i källaren. Dutroux misshandlade och våldtog henne vid ett flertal tillfällen. Hon befriades den 15 augusti 1996 tillsammans med 14-åriga Laetitia Delhez, som hade kidnappats 9 augusti.
Både Dardenne och Delhez vittnade vid rättegången mot Dutroux 2004. Domstolen dömde honom till livstids fängelse.
Sabine Dardenne har skrivit en bok om sina upplevelser i samband med kidnappningen, övergreppen och rättegången, J'avais 12 ans, j'ai pris mon vélo et je suis partie à l'école... (2004), utgiven 2005 i svensk översättning som Jag väljer livet.